# Palaeorhiza jutefae
Palaeorhiza jutefae is een vliesvleugelig insect uit de familie Colletidae. De wetenschappelijke naam van de soort is voor het eerst geldig gepubliceerd in 1948 door Cheesman.